# Mirakel (film)
Mirakel er en dansk børnefilm-musical fra 2000, instrueret af Natasha Arthy efter et manuskript af Kim Fupz Aakeson. Den blev nomineret både til en Bodil og en Robert som årets bedste danske film.

## Medvirkende
- Stefan Pagels Andersen som Dennis P.
- Sebastian Jessen som Michael 'Mick'
- Sidse Babett Knudsen som Mona Petersen, Dennis' mor
- Thomas Bo Larsen som Sendebuddet / Dennis' far
- Peter Frödin som Sandstrøm
- Olaf Nielsen som Tjener
- Stephania Potalivo som Karen Elise
- Sevik Perl som Grillejer Giorgos